# The Morning Post
The Morning Post (dt. „Die Morgenpost“) war eine extrem konservative englische Zeitung, die einmal täglich in London erschien. Die Morning Post war das exklusive Organ des britischen Hofs und der vornehmen Welt. Sie erschien zwischen 1772 und 1937.

## Geschichte
Die Morning Post wurde von John Bell am 2. November 1772 mit einer anfänglichen Auflage von 350 Exemplaren gegründet und war damit die älteste politische Tageszeitung Londons. Um 1900 hatte sie eine Auflage von 75.000 Exemplaren.
Ursprünglich war die Zeitung ein Sprachrohr der Whigs, nachdem sie 1795 von Daniel Stuart (1766–1846) übernommen worden war, neigte sie der moderaten Tory-Richtung zu. Eine Anzahl prominenter Autoren veröffentlichte Artikel in der Morning Post: Samuel Taylor Coleridge, Charles Lamb, James Mackintosh und William Wordsworth. Unter Stuart wuchs die Auflage auf 4.000 Exemplare.
Später wurde die Zeitung von Crompton, einem Papiermacher aus Lancashire übernommen. Dieser stellte 1848 das ehemalige schottische konservative Parlamentsmitglied Peter Borthwick als Herausgeber an, der für Evesham zwischen 1835 und 1847 tätig war. Nach dem Tod Borthwicks übernahm dessen Sohn Algernon die Tätigkeit. Während der 1850er Jahre war die Morning Post sehr stark mit dem Ministerium Palmerston verbunden.
Mit Hilfe von Andrew Montagu kaufte Borthwick die Morning Post 1876. Sein Sohn Oliver Borthwick wurde Geschäftsführer und Herausgeber, doch starb er jung, und nach dem Tod des Vaters 1908 übernahm dessen Tochter Lilias Borthwick (1871–1965), Frau von Seymour Henry (1864–1943), die Geschäfte. Die Zeitung war bekannt für ihre Neigung für die Reichen und Mächtigen, ihr Interesse für Außenpolitik und künstlerische und literarische Ereignisse. Die Morning Post druckte regelmäßigen Rezensionen von Theaterstücken, Konzerten und Opern, angeblich als erste Tageszeitung Londons.
1911 wurde Howell Arthur Gwynne (1865–1950) Herausgeber.
1919 organisierte die Morning Post eine Sammlung zugunsten von Reginald Dyer, dem Schlächter von Amritsar, die 18.000 Pfund Sterling zusammenbrachte. Im Juli 1920 veröffentlichte die Zeitung das auf Fälschungen beruhende antisemitische Pamphlet „Protokolle der Weisen von Zion“.
Lilias Borthwick verkaufte die Zeitung 1924 an Alan Percy, 8. Duke of Northumberland. Schließlich wurde sie 1937 an William Berry verkauft. Sie ging im Daily Telegraph auf.